# U.S. Retrace
Albums de The Creatures
Anima Animus
(1999) Hái!
(2003)
U.S. Retrace est un CD de compilation de The Creatures, le deuxième groupe de la chanteuse Siouxsie et de Budgie. Il est sorti en 2000. Il réunit l'intégralité du EP Eraser Cut publié en juillet 1998, plus d'autres chansons inédites enregistrées en même temps que l'album Anima Animus. Parmi elles figurent l'atmosphérique All She Could Ask For (titre d'ouverture de tous les concerts de la tournée Anima Animus en 1999) et le titre acoustique et éthéré Broken. 
Pinned Down, la première chanson du ep Eraser Cut, a régulièrement été joué lors des concerts du groupe en 1998 et 1999 puis lors de la tournée Dreamshow de Siouxsie en 2004.

## Liste des titres
1. Pinned Down (extrait du ep "Eraser Cut")
2. Guillotine (extrait du ep "Eraser Cut")
3. Turn It On (Bound 'N' Gagged Mix) (extrait du cd-single de "2nd Floor")
4. All She Could Ask For (publié en face-B du single "Say")
5. Broken (extrait du cd-single de Say)
6. Turn It On (Emperor Sly's Elemental Mix) (paru sur le cd-single de "Prettiest Thing")
7. Thank You (extrait du ep "Eraser Cut")
8. Slipping Away (extrait du ep "Eraser Cut")